# Российско-японские отношения
Российско-японские отношения — отношения между Россией и Японией на протяжении трёхсот лет, включающие также отношения между Советским Союзом и Японией. История этих отношений отмечена как периодами союза, например, совместное подавление Боксёрского восстания и союзничество в Первой мировой войне, так и серьёзными конфликтами. Страны воевали друг с другом в русско-японской войне, Хасанских боях, боях на Халхин-Голе и Советско-японской войне. Кроме того, Япония принимала участие в Сибирской интервенции (1918-1922) на стороне Белого движения против РСФСР.

## Эпоха Российской империи

### Первые контакты
К середине XVII столетия Россия, присоединившая к себе уже большую часть Сибири, достигла берегов Охотского моря. В 1701 году в результате Камчатской экспедиции Владимира Атласова состоялась первая встреча русских с одним из потерпевших кораблекрушение японцев по имени Дэмбэй, и Россия узнала о существовании такой страны как Япония. Дэмбэй был доставлен в Москву и получил аудиенцию у Петра I, после которой в 1707 году Пётр приказал открыть в Санкт-Петербурге школу японского языка, а Дэмбэя назначить её учителем. После этого на государственном уровне организовываются экспедиции по поиску морского пути в Японию, и в 1739 году корабли Шпанберга и Вальтона подошли к берегам провинций Рикудзэн и Ава. Полученные населением от русских серебряные монеты были доставлены в бакуфу, которое в свою очередь обратилось за консультацией к проживавшим в Японии голландцам. Те сообщили о месте чеканки данных монет, и таким образом Япония также узнала о существовании на севере от неё страны «Оросия» (Россия).
Следующим эпизодом в отношениях двух стран стало крушение сбившегося с курса японского судна «Синсё-мару» под командованием Дайкокуя Кодаю на острове Амчитка в 1783 году. Команда японского судна встретилась там с русскими промышленниками, занимавшимися заготовкой пушнины. Впоследствии им пришлось вместе построить судно взамен русского, разбившегося о скалы, и предпринять морской поход до Охотска. Японцы в попытках найти способ вернуться домой испрашивали разрешения у иркутского губернатора, но получили отказ. Благодаря посредничеству Кирилла Лаксмана Дайкокуя Кодаю удалось получить личную аудиенцию у Екатерины II 28 июня 1791 года и получить разрешение покинуть Россию. Доставка выживших после скитаний японцев на родину послужила поводом для отправки в 1792 году русской экспедиции в Японию под командованием Адама Лаксмана и установления первого официального контакта между двумя странами.
В 1804 году в Нагасаки с дипломатической миссией прибыл Николай Резанов. Однако после долгого ожидания японские власти ответили, что посольство принять не могут и торговать с Россией не желают. Резанов был глубоко разочарован этим и решил уничтожить японские фактории на Курильских островах и Сахалине, чтобы силой заставить Японию установить отношения с Россией. Это должны были осуществить подчиненные Резанова — лейтенант Николай Хвостов и мичман Гавриил Давыдов. В 1806—1807 годах они разорили японские фактории на Сахалине и острове Итуруп, а также сожгли четыре японских судна и уничтожили сторожевой пост на острове Рисири, после чего с захваченными японцами направили ультиматум японским властям.

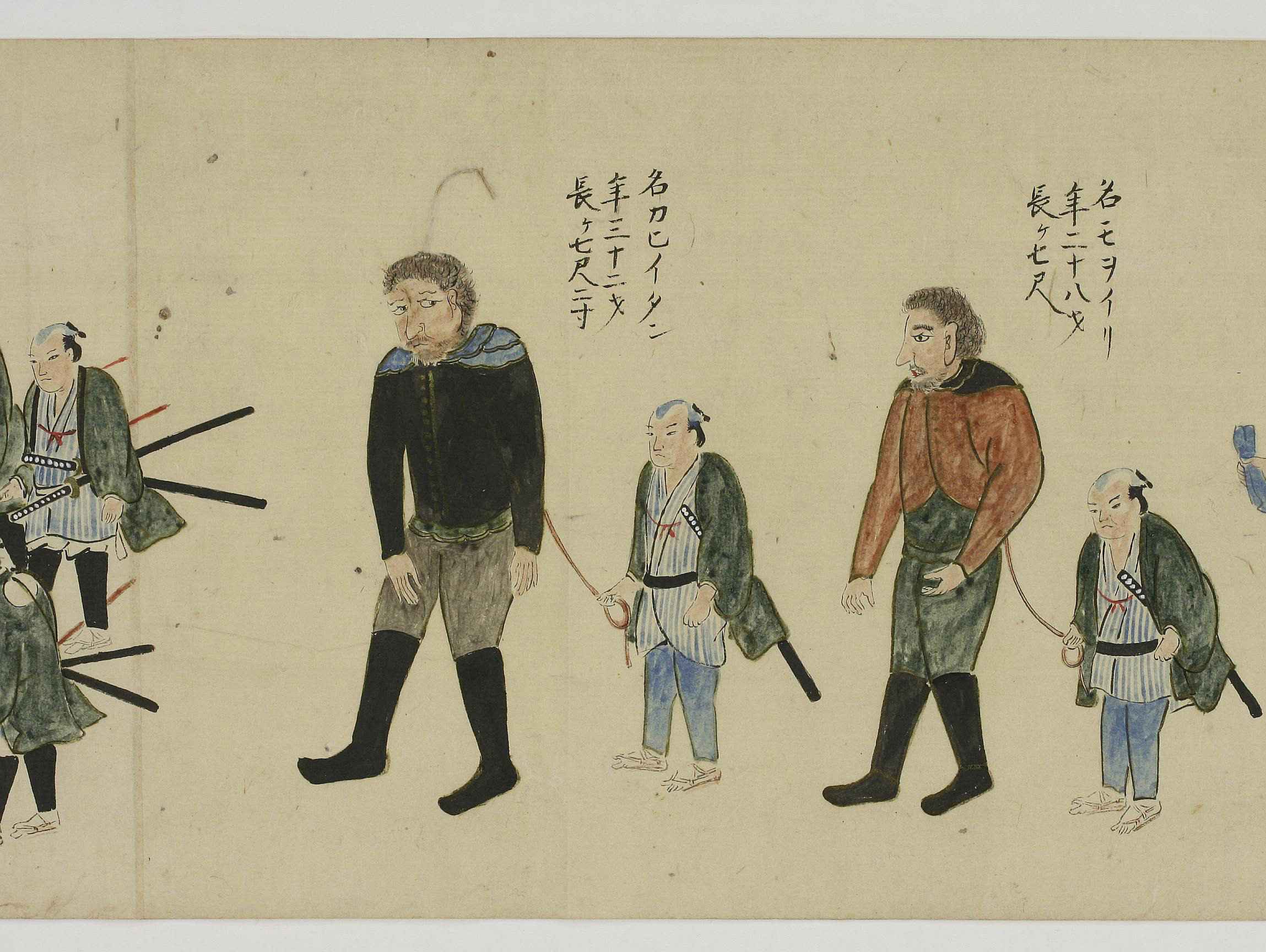
Японский свиток, изображающий пленение Головнина и его спутников

В ответ на это японские власти укрепили побережье острова Хоккайдо и усилили военное присутствие на Итурупе и Кунашире. В июле 1811 года японским гарнизоном Кунашира был пленён российский мореплаватель В.М. Головнин и его спутники. Они были освобождены лишь в 1813 году при посредничестве Такадаи Кахэйя после получения японцами от российских властей заверений в том, что действия Хвостова и Давыдова были самовольными.

### Установление отношений
Когда стало известно, что США, которые были заинтересованы в торговле с Японией и создании на её территории морских баз для торговых и промысловых судов, посылают в Японию эскадру под командованием Мэтью Перри, была вновь сделана попытка установить официальные российско-японские отношения. В Японию была направлена миссия Е. В. Путятина, которой в январе 1855 года удалось заключить Симодский трактат, первый российско-японский договор. Между странами устанавливались дипломатические отношения, Россия получила право торговли в портах Нагасаки, Симода и Хакодатэ. Договор также определял статус Курильских островов и Сахалина — Курильские острова южнее Итурупа (включительно) передавалось Японии, северные Курильские острова признавались за Россией, а Сахалин оставался неразделённым. В 1858 году Путятин подписал с Японией новый договор о дружбе и торговле.
В 1861 году попытка создания пункта базирования российского флота на острове Цусима вызвала Цусимский инцидент — японское правительство под давлением Великобритании отозвало разрешение на строительство.
В 1858 году в Японии было открыто российское дипломатическое представительство, Николаю (Касаткину), который прибыл в Японию в 1861 году, удалось обратить в православие первых японцев, а в 1870 году была учреждена Русская духовная миссия в Японии. 
В 1867 году между Японией и Россией было заключено соглашение о совместном освоении Сахалина, а в 1875 году между Российской империей и Японией был заключён Санкт-Петербургский договор, по которому Сахалин признавался российским, а Японии передавались северные Курильские острова.

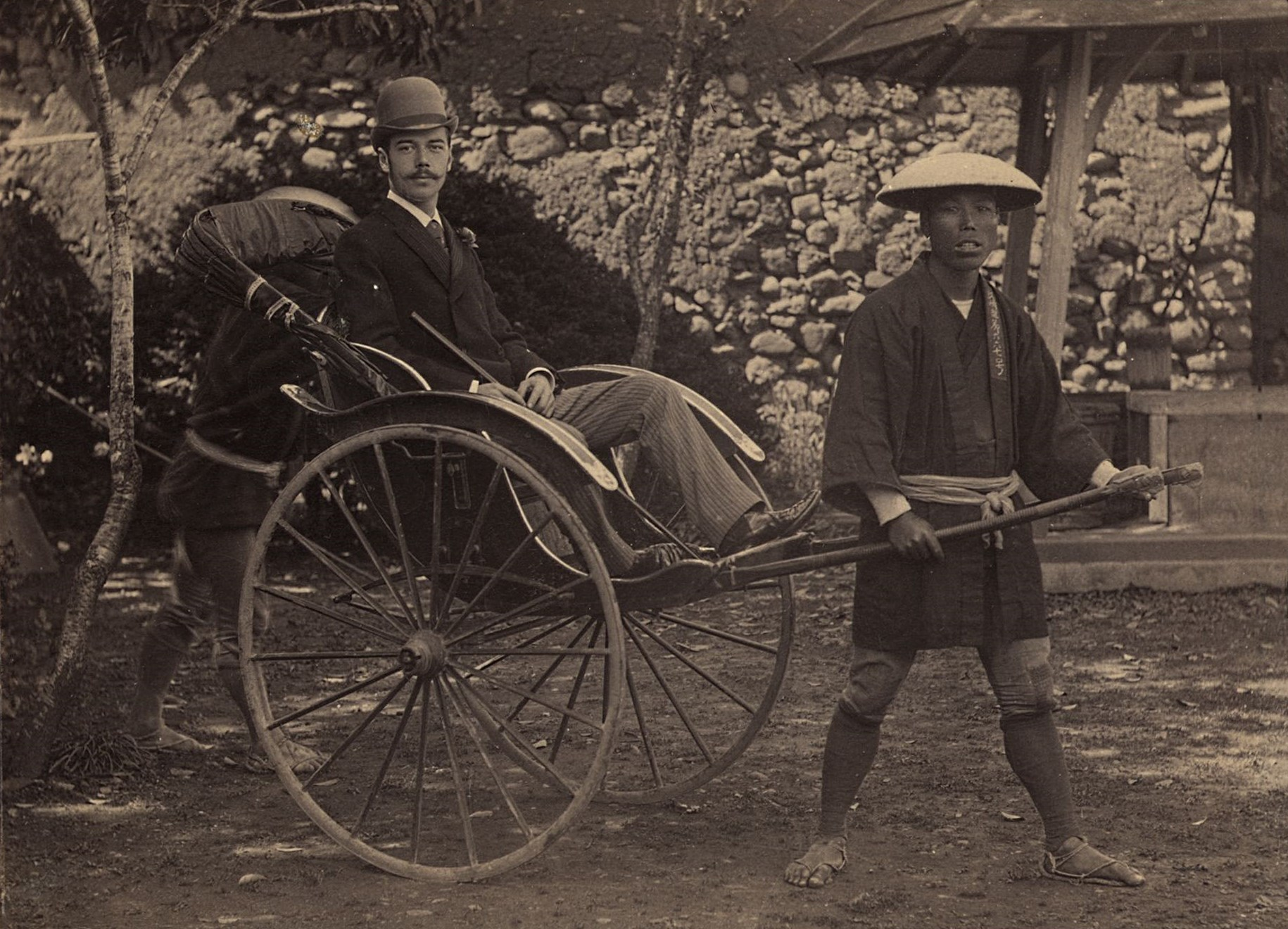
Цесаревич Николай Александрович в Нагасаки, 1891 год

Между Японией и Россией установились дружественные отношения. В 1891 году цесаревич Николай Александрович (будущий Николай II) во время своего путешествия на Восток посетил и Японию, где в городе Оцу на него было совершено покушение одним из фанатиков, выступавшим против «европейской экспансии». Это происшествие не поколебало дружественных отношений между Японией и Россией, в том числе благодаря тому, что император Мэйдзи навестил Николая и принес ему извинения.

### Начало XX века
К концу XIX века Япония стремилась распространить своё влияние на слабеющий цинский Китай и фактически вассальную ему Корею. Но в Корее и китайской Маньчжурии были свои интересы и у России. В этой ситуации в 1901-1903 годах начались переговоры о разграничении сфер влияния двух империй. Однако они зашли в тупик, и в январе 1904 года японское правительство разорвало дипломатические отношения с Россией, после чего началась русско-японская война, в которой Россия потерпела поражение. 23 августа (5 сентября) 1905 года был заключён Портсмутский мирный договор, по которому Россия признавала Корею сферой интересов Японии, передавала Японии южную часть Сахалина, аренду портов Дальний и Порт-Артур, а также южную часть КВЖД. 
После этого Япония и Россия вновь вступили в период дружественных межгосударственных отношений. 30 июля 1907 года была заключена российско-японская конвенция, по которой северная Маньчжурия признавалась сферой интересов Российской империи, а южная — сферой интересов Японии. В 1910 году была подписана новая конвенция, по которой Япония и Россия обязались поддерживать статус-кво в этом регионе и содействовать друг другу при возникновении угрозы. В 1912 году, после Синьхайской революции в Китае, была заключена третья российско-японская конвенция, которая конкретизировала линию разделения сфер интересов в Маньчжурии и Внутренней Монголии.

#### Первая мировая война
Во время Первой мировой войны Япония и Россия стали союзниками в войне против Центральных держав. Союз был юридически оформлен в 1916 году четвёртой российско-японской конвенцией. Япония осуществляла значительные поставки в Россию оружия и боеприпасов. В Россию были направлены японские инструкторы-артиллеристы. Японские добровольцы воевали в русской армии.

## Советская эпоха

### Японская интервенция на Дальнем Востоке

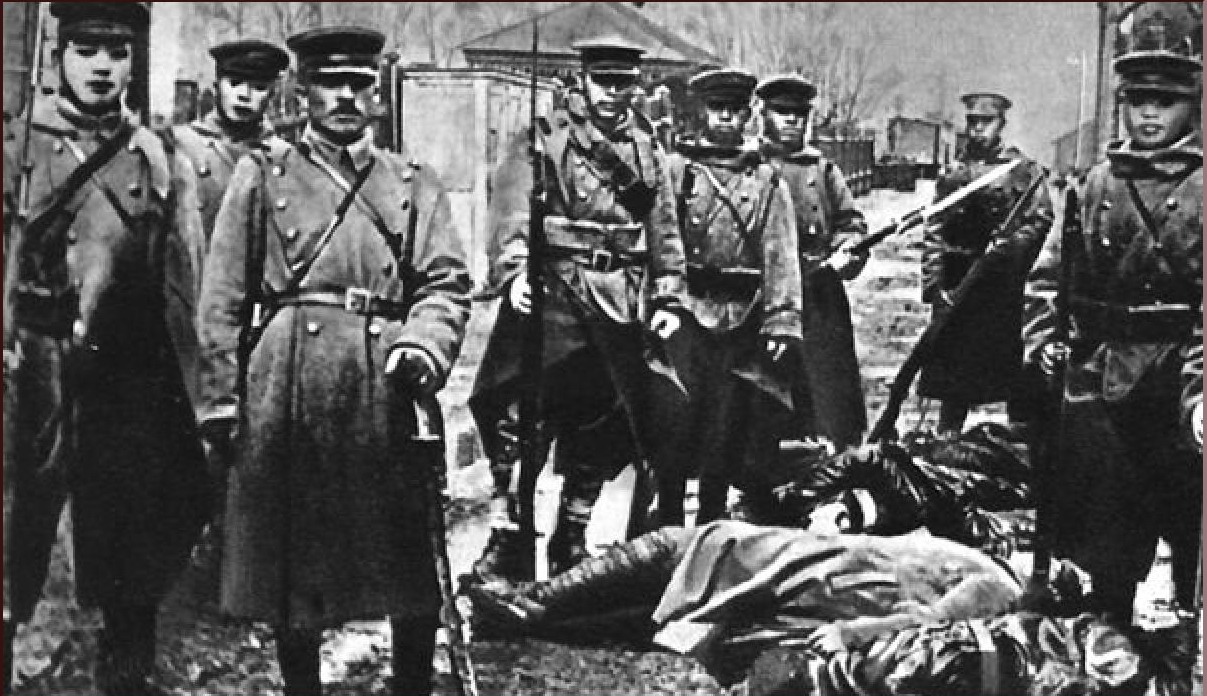
Японские войска в Приморье. 1918—1919 года.

После Октябрьской революции в России Япония приняла участие в военной интервенции стран Антанты против РСФСР. Японские войска с января 1918 года участвовали в оккупации Сибири и Дальнего Востока, принимали участие в боевых действиях против красных партизан и РККА, а также в карательных акциях против мирного населения. Наиболее известен инцидент в Ивановке (Амурская обл.), в ходе которого японские солдаты и помогавшие им белогвардейцы убили 257 человек (большая часть была расстреляна из пулемётов, 38 — загнаны в амбар и сожжены заживо). В результате расправы было убито десять женщин и четверо детей; 196 сельских домохозяев остались без крова; 160 семей лишились всех трудоспособных членов и около тысячи детей остались сиротами. Аналогичные трагедии произошли в других деревнях Амурской области — Сохатино, Мазаново, Красный Яр, Павловка, Васильевка, Тамбовка, Андриановка и т. д.
Только в 1922 году японские войска были выведены с территории России.

### 1922—1941
В 1925 году была подписана Советско-японская конвенция 1925 года об основных принципах взаимоотношений, в соответствии с которым японские войска в марте того же года покинули Северный Сахалин. Между двумя государствами оживилось экономическое сотрудничество: нуждающийся в притоке капитала для освоения Сибири и Дальнего Востока Советский Союз и зависевшая от импорта сырья Япония заключили 11 концессионных соглашений: 4 рыбных, 3 угольных, 2 о золотодобыче, по одному нефтяному и лесному на Северном Сахалине и на Камчатке. Последние японские концессионные работники покинули СССР в июне-августе 1944 года.
Однако советско-японские отношения в 1920-е — 1930-е годы оставались неоднозначными. Обе страны рассматривали друг друга как потенциальных противников, их спецслужбы вели соответствующую активную разведывательную деятельность.
В 1932 году, после того, как японские войска завершили оккупацию Маньчжурии, на территории которой было создано марионеточное государство Маньчжоу-го, обстановка на линии советско-японской границы осложнилась.
В июле 1934 года на линии границы японцы совершили шесть провокаций, в августе 1934 года — 20 провокаций, в сентябре 1934 года — 47 провокаций.
В течение первых семи месяцев 1935 года на линии границы имели место 24 случая вторжения японских самолётов в воздушное пространство СССР, 33 случая обстрела территории СССР с сопредельной территории и 44 случая нарушения речной границы на реке Амур. В ноябре 1935 года политический представитель СССР в Токио К. К. Юренев вручил японскому министру иностранных дел Хироте ноту протеста в связи с нарушениями японскими силами советской границы, имевшими место 6 октября, 8 октября и 12 октября 1935 года.
В 1936 году Япония заключила направленный против СССР антикоминтерновский пакт, создав тем самым блок с Германией.
В 1937 году были закрыты консульства Японии в Новосибирске и в Одессе.
В марте 1938 года штаб Квантунской армии разработал план войны против СССР («Политика обороны государства»), который предусматривал использовать для нападения на СССР 18 дивизий.
В общей сложности с 1936 года до начала боевых действий у озера Хасан в июле 1938 года японские и маньчжурские силы совершили 231 нарушение границы СССР, в 35 случаях они вылились в крупные боевые столкновения. Из этого количества в период с начала 1938 года до начала боёв у озера Хасан было совершено 124 случая нарушения границы по суше и 40 случаев вторжения самолётов в воздушное пространство СССР.
29 июля 1938 года японские войска совершили вторжение на территорию СССР в районе озера Хасан, а также вторжение на территорию Монголии в районе реки Халхин-Гол боевые действия продолжались до 11 августа 1938 года и у реки Халхин-Гол до 16 сентября 1939 года. В бою советские и монгольские войска разгромили японские войска полностью.
27 сентября 1940 года Японская империя вступила в военно-политический союз с нацистской Германией и фашистской Италией, возник блок «Берлин — Рим — Токио».
Военные поражения Японии в боях у озера Хасан и в районе реки Халхин-Гол вызвали политический кризис и перестановки в правительстве Японии, 13 апреля 1941 года был подписан Пакт о нейтралитете между СССР и Японией.

### Вторая мировая война
В период Великой Отечественной войны советско-японские отношения были крайне сложными и противоречивыми. С одной стороны, крайний антагонизм в отношениях двух стран и их принадлежность к двум противоборствующим военно-политическим блокам обуславливали их жёсткое противостояние: на Дальнем Востоке стороны держали друг против друга в боевой готовности многочисленные армии (так, японская Квантунская армия в Маньчжурии включала до 40 дивизий). На линии границы в 1941—1945 произошло 779 нарушений с японской стороны и свыше 400 заходов японской авиации в воздушное пространство СССР, на Тихом океане японский флот задержал 178 советских торговых судов и 18 из них потопил; кроме того в 1942 году японская подводная лодка I-25 потопила советскую подводную лодку Л-16. С другой стороны, обе стороны были не заинтересованы в открытии там второго фронта у каждой из них и до завершения борьбы против нацистской Германии стремились избегать поводов к началу боевых действий между собой.
После капитуляции Германии ситуация изменилась и Советский Союз выполнил данное союзным державам обещание вступить в войну против Японии.

### Послевоенное время

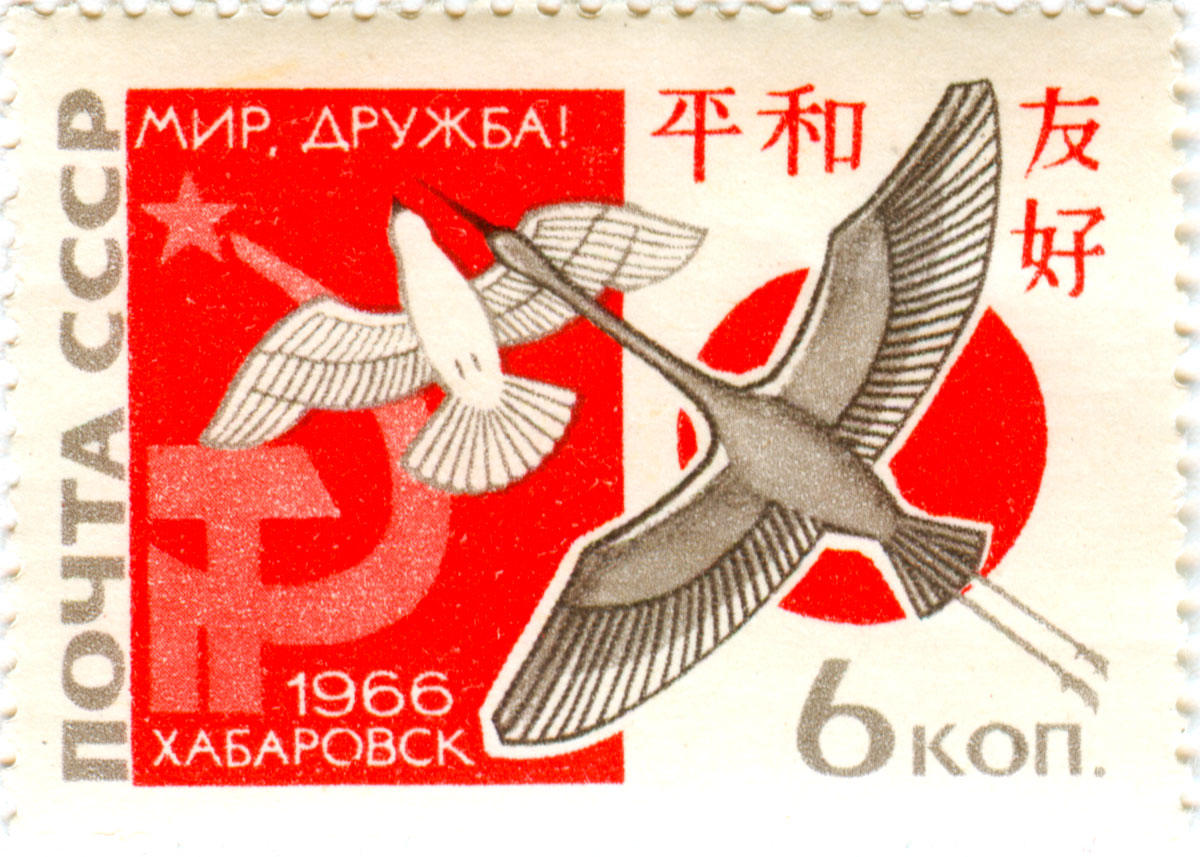
9 августа 1966 г. Вторая советско-японская встреча «За мир и дружбу» в Хабаровске. Голубь и журавль — символы мира и дружбы. Государственные флаги СССР и Японии. Марка СССР, 1966.

Сан-Францисский мирный договор (1951).

Московская декларация от 19 октября 1956 года:
- Прекращено состояние войны и установлены дипломатические и консульские отношения СССР с Японией; после подписания мирного договора СССР готов рассмотреть вопрос о возможности передачи Японии острова Шикотан и архипелага Хабомаи. То есть Япония подтвердила юрисдикцию СССР над всеми Курилами и Сахалином. Ратификация: Япония — 5 декабря, СССР — 8 декабря.

9 декабря 1957 года в Токио был подписан советско-японский торговый договор, который давал каждой из сторон режим наиболее благоприятствующей нации. В 1958 году установлено регулярное грузовое пароходное сообщение между Находкой и Японией.

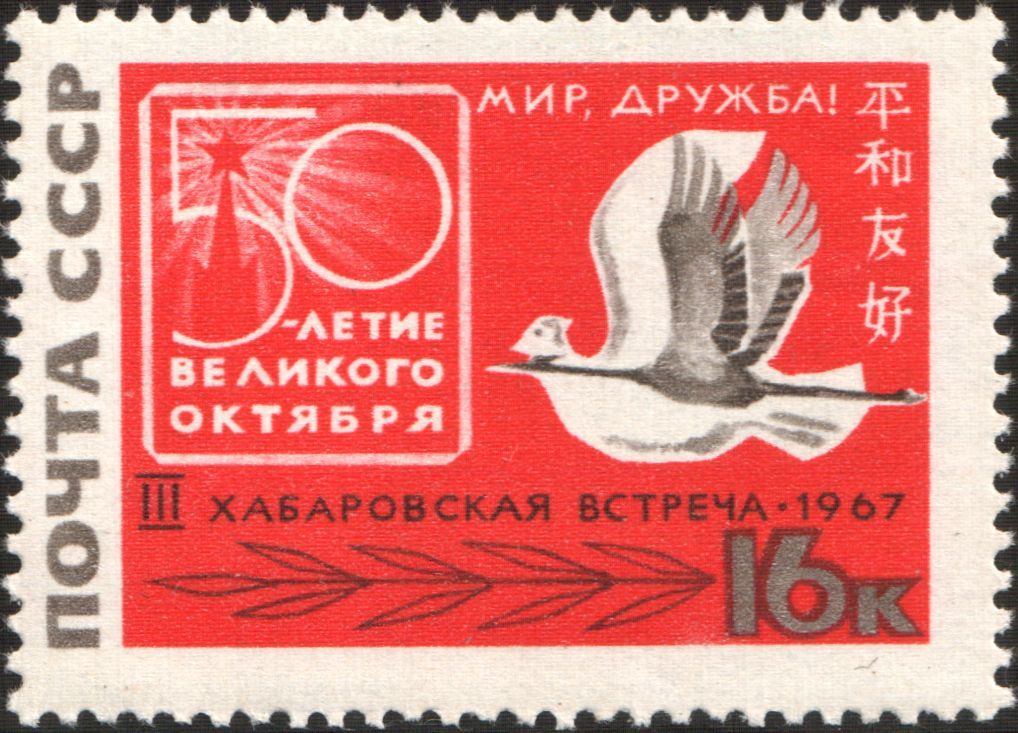
3-я встреча представителей советской и японской общественности в Хабаровске под девизом "За мир и дружбу". Художник: Е. Анискин. Марка СССР, номинал - 16 коп.

Во время холодной войны японские спецслужбы вели активную разведывательную деятельность против СССР. Среди задержанных с поличным были:
- специалист японской фирмы по монтажу химического оборудования Тикахоси Харуо, который активно занимался сбором информации военного и экономического характера[20]
- сотрудник исследовательского бюро при кабинете министров Японии Утикава Масафу, прибывший на Дальний Восток с документами сотрудника японской торговой фирмы «Такэда» и задержанный с поличным (17 фотоплёнок с 806 отснятыми кадрами и записи о военных, промышленных и транспортных объектах)[21].

Территориальные претензии Японии включают, в том числе, претензии на южную группу Курильских островов
В октябре 1973 года в Москве была проведена первая советско-японская встреча на высшем уровне. В 1979 году торговый оборот СССР и Японии составил 4,1 млрд долларов (для сравнения — между Японией и Китаем в том же году 6,7 млрд долларов). В дальнейшем СССР продолжал играть незначительную роль во внешней торговле Японии. 
13 мая - 14 июня 1985 года в Москве состоялась 1-я сессия советско-японской смешанной комиссии по рыбному хозяйству (созданной в соответствии с соглашением между правительством СССР и правительством Японии о сотрудничестве в области рыбного хозяйства от 12 мая 1985 года). По итогам сессии был подписан протокол о сотрудничестве в области рыболовства, меры регулирования промысла лососевых рыб и намечены направления дальнейшего взаимодействия.
В 1989 году на СССР пришлось 1,25 % внешнеторгового оборота Японии: 1,12 % японского экспорта и 1,43 % японского импорта.
Во время Афганской войны (1979—1989) Япония косвенно сыграла очень значительную роль в борьбе против СССР. Японские военные части не участвовали в боях, но японская помощь позволила Пакистану стать опорным пунктом для подготовки моджахедов против советских войск. Размеры этой поддержки были огромны. Только за период с декабря 1979 года по август 1983 года Япония оказала помощи Пакистану на сумму более, чем 41 млрд долларов.

## Япония и РФ

### Российско-японская торговля
В 2012 году товарооборот двух стран составил 31 млрд долларов.
Доля Российской Федерации во внешней торговле Японии всегда была низка. В 2000 году на Россию пришлось 0,6 % внешнеторгового оборота Японии (0,12 % экспорта и 1,21 % импорта Японии). В дальнейшем доля России возросла: в 2014 году на Россию пришлось 2,26 % внешней торговли Японии (1,33 % японского экспорта и 3,05 % японского импорта). Однако в 2014—2017 годах вновь упала. В 2017 году на Россию приходилось 1,45 % внешней торговли Японии (0,86 % японского экспорта и 2,06 импорта Японии).
24 июля 2018 года Государственная Дума Российской Федерации ратифицировала договор об устранении двойного налогообложения с Японией.
6 августа 2018 года правительство Японии передало в МИД России протест в связи с размещением истребителей ВКС России на острове Итуруп.
15 марта 2022 года правительство Японии лишило Россию статуса «наиболее благоприятствуемой нации». Лишение статуса приведёт к тому, что российский импорт в Японии будет облагаться более высоким тарифом.
В августе 2022 года Япония закупила у России СПГ на 211,2% больше, чем в августе годом ранее, сообщило министерство финансов страны. В стоимостном выражении импорт российского газа в Японию вырос на 383,6%. В июне Япония также наращивала поставки СПГ из России — на 26,4% по сравнению с тем же периодом годом ранее. В июле страна вернулась к импорту нефти из РФ. В августе 2022 года вырос экспорт из Японии в Россию компьютеров на 107,1% и запасных частей к ним на 161,6% — запчастей для компьютеров. Также увеличился экспорт автомобилей на 5,8%.
Согласно подсчетам ТАСС на основе торговой статистики Министерства финансов Японии за 11 месяцев 2022 года товарооборот между Россией и Японией, несмотря на введенные санкции, вырос на 10% по сравнению аналогичным периодом 2021 года и достиг суммы около 18 млрд долларов. Из-за глобального роста цен на энергоносители объем японского импорта из России увеличился на 35% — до 13,89 млрд долларов. Санкции не коснулись поставок СПГ, которые по заявлениям Токио, крайне важны для энергобезопасности страны. В течение 2022 года  российско-японский товарооборот приводил к тому, что отдельные наблюдатели заявляли об оказании Японией финансовой и военной помощи России. Премьер-министр Фумио Кисида назвал подобные утверждения неверными. 
В министерстве экономики, торговли и промышленности Японии заявили, что в рамках нового пакета санкций в отношении России с 3 февраля 2023 г. был введен запрет на экспорт робототехники, радиоактивных материалов, вакцин и медицинских изделий. 

#### Приграничная торговля
Торговля с Россией имеет некоторое значение для префектур бассейна Японского моря (Тояма, Хоккайдо и другие): в 2006 году 3 % всего экспорта и 3 % импорта из этих регионов приходилось на РФ. Особенно большое значение торговля с Россией имела для префектуры Тояма: в 2006 году на РФ пришлось 31,4 % экспорта и 14,2 % импорта провинции.

### Японские инвестиции в Россию
По данным Росстата, 86,4 % объёма японских инвестиций, накопленных в экономике России, составляют капиталовложения в добычу и переработку нефти и газа, остальные направлены в торговлю (2 %), лесозаготовки и переработку древесины (3 %), производство автотранспорта и запчастей к нему (2 %). Большинство японских инвестиций на 2009 год (83 %) было сконцентрировано на Сахалине.

#### Совместные экономические проекты
- 12 мая 2009 года правительство Японии и России заключили соглашение о совместном сотрудничестве в мирном использовании атомной энергии.
- Японские компании Mitsui и Mitsubishi вместе с „Газпромом“ и англо-голландской Royal Dutch Shell участвуют в проекте „Сахалин-2“, в ходе которого разрабатываются Лунское и Пильтун-Астохское месторождения в Охотском море.
- В мае 2011 года российская компания „Роснефть“ рассказала о намерении создать два совместных японско-российских предприятия. Одно из которых будет разрабатывать районы „Магадан-1“, „Магадан-2“ и „Магадан-3“ на шельфе Охотского моря, а второе будет вести геологическую разведку в Восточной Сибири[32].
- В июне 2011 года стало известно, что Россия предлагает Японии совместно осваивать нефтяные и газовые месторождения, расположенные в районе Курильских островов[33].
- В апреле 2016 года при участии компании «Джей-Джи-Си Эвергрин» и Банка Хоккайдо введено в эксплуатацию тепличное хозяйство в Хабаровском крае.

### Политическое развитие Курильской проблематики
После распада СССР Российская Федерация унаследовала советско-японские отношения. Как и раньше, главной проблемой, стоящей на пути полноценного развития отношений между обеими сторонами, остался спор о принадлежности Курильских островов, мешающий подписанию мирного договора.
Правительство Бориса Ельцина, пришедшее к власти в 1991 году, продолжало занимать твёрдую позицию относительно российского суверенитета над всеми Курильскими островами и отвергало их возвращение Японии. Несмотря на некоторую техническую и финансовую помощь со стороны Японии, состоявшей в Большой Семёрке, отношения двух стран оставались на низком уровне. В сентябре 1992 года российский президент Борис Ельцин отложил свой запланированный визит в Японию и совершил его лишь в октябре 1993 года. Он не сделал никаких новых предложений, а подтвердил готовность России следовать советскому предложению 1956 года передать Японии остров Шикотан и группу Хабомаи взамен на подписание мирного договора. Также Ельцин извинился перед Японией за плохое обращение с японскими военнопленными после окончания Второй мировой войны. В марте 1994 года Москву посетил японский министр иностранных дел Цутому Хата и встретился с российским коллегой Андреем Козыревым. Бывший министр иностранных дел РФ Евгений Примаков отмечал, что «японцы вообще очень тяжёлые переговорщики. В их позиции мало гибкости». Мининдел России Игорь Иванов отмечал в марте 2002 года: «Мы ведём переговоры сегодня о мирном договоре, которого у нас нет с Японией… В рамках мирного договора есть тема пограничного размежевания, которая является наиболее сложной в рамках мирного договора. И по этой теме мы ведём переговоры. Переговоры, как вы понимаете, сложные. И то, что они идут уже 50 лет, — тому свидетельство. Вместе с тем ни о каких территориальных уступках речь не идёт». Мининдел России Сергей Лавров отмечал в 2005 году: «Каких-либо предложений по вопросам мирного договора мы не готовим… Я был недавно в Токио, наши японские коллеги прекрасно понимают, что решить этот вопрос в нынешних условиях не представляется возможным. Вопрос очень непростой. Позиции сторон прямо противоположные. Никаких закулисных разговоров здесь быть не может. И наши японские партнеры не раз заявляли, что они не ставят каких-либо сроков для решения этого вопроса. Мы живём без мирного договора, и это не является препятствием для развития всестороннего сотрудничества».
7 октября 2021 года состоялись телефонные переговоры премьер — министра Японии Фумио Кисиды с президентом России Владимиром Путиным. В результате проведённых переговоров стороны согласились обсудить подписание послевоенного мирного договора на основе прошлых соглашений, включая совместную декларацию 1956 года. Также лидеры двух стран обсудили ядерную программу КНДР.
2 ноября 2021 года в ходе пресс-конференции министр иностранных дел Японии Тосимицу Мотэги выразил надежду на то, что его преемник на данном посту будет способствовать развитию мирных отношений с Москвой и подписанию мирного договора.
21 марта 2022 года Министерство иностранных дел Российской Федерации уведомило правительство Японии о том, что приостанавливает проведение переговоров с Японией по заключению мирного договора, включая вопрос южных Курильских островов. МИД России проинформировал Японию о том, что Россия прекращает все безвизовые поездки на Курильские острова бывших их жителей из числа японцев и членов их семей, а также посещения находящихся на островах могил родственниками умерших. Также Россия заявила о выходе из режима совместного с Японией хозяйственно-экономического освоения островов.
22 марта 2022 года премьер-министр Японии Фумио Кисида в ходе дебатов в парламенте назвал недопустимым решение России о прекращении переговоров по мирному договору. Он отметил, что считает это абсолютно несправедливым и совершенно недопустимым, в связи с чем выразил протест.

#### Обострение в 2010 году

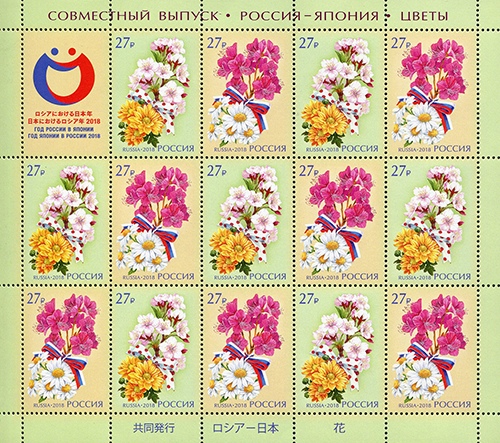
Почтовый лист «Совместный выпуск России и Японии. Цветы».

1 ноября 2010 года Дмитрий Медведев стал первым президентом России, посетившим один из Курильских островов, что вызвало резкую критику со стороны японского правительства. Премьер-министр Японии Наото Кан выразил недовольство по поводу визита Медведева. Руководитель секретариата кабинета министров Японии Ёсито Сэнгоку заявил, что Япония будет внимательно наблюдать за действиями и комментариями российской стороны в связи с этим нежелательным визитом. Он сказал, что Японии важно точно знать, какого рода комментарии допускаются российской стороной, и после этого решить, как вести себя в этой ситуации.
В то же время, министр иностранных дел России Сергей Лавров подверг резкой критике реакцию японской стороны на визит президента Медведева, назвав её недопустимой. Сергей Лавров также подчеркнул, что эти острова являются территорией России.
2 ноября министр иностранных дел Японии Сэйдзи Маэхара сообщил, что глава японской миссии в России «временно» вернётся в Токио для получения дальнейшей информации о посещении Курил российским президентом. В то же время запланированная встреча Дмитрия Медведева и премьер-министра Японии Наото Кана на саммите Азиатско-тихоокеанского экономического сотрудничества, которая должна была состояться 13—14 ноября, отменена не была.
Также 2 ноября появилась информация, что президент Дмитрий Медведев совершит повторный визит на Курильские острова.

#### 2022 год
6 декабря 2022 года Reuters сообщил о заявлении Министерства обороны России, согласно которому на курильском острове Парамушир были развернуты мобильные береговые ракетные комплексы «Бастион» с дальностью поражения до 500 км.
3 января 2023 года заместитель министра иностранных дел России Андрей Руденко в комментарии для информационного агентства ТАСС назвал политику Японии антироссийской и заявил что это делает невозможными переговоры по мирному соглашению между странами. Позже он подтвердил эту позицию в 2025 году, указав на то, что возможностей для диалога до изменения политики Японии нет, а переговоры по заключению мирного договора исключены.

#### 2023 год
В январе премьер-министр Японии Фумио Кисида на заседании парламента заявил, что Япония хотела бы как можно скорее возобновить гуманитарный обмен с Россией по вопросам ведения торгово-хозяйственной деятельности в районе южной части островов Курильской гряды.
В октябре министр иностранных дел Японии Ёко Камикава заявила, что Токио выстраивает подход к вопросу взаимодействия с Москвой исходя из своих национальных интересов. Кроме того, политик добавила, что Япония твердо придерживается курса на решение территориального вопроса и заключение мирного договора с Россией.

## Российско-японские отношения при Синдзо Абэ
Российско-японские контакты несколько активизировались. В Японии был учреждён пост государственного министра по вопросам экономического сотрудничества с Россией. Появились встречи министров обороны и иностранных дел двух стран в формате «2+2».
Также обсуждается возможность отмены виз для россиян при посещении Японии.
29 марта 2020 г. правительство Японии сообщило, что даты начала безвизовых обменов между японскими префектурами и южной частью российских Курильских островов пока не удается определить на фоне ситуации с распространением коронавируса.

## Японское браконьерство в российских территориальных водах
Проблема незаконного вылова рыбы и морепродуктов японскими судами в российских территориальных водах существует очень давно. Ещё в 1930-е годы японские корабли активно занимались рыбным промыслом в советских территориальных водах при поддержке японского военного флота. Например, в 1931 году японские рыбаки при поддержке японского военного корабля перекрывали неводами проход в Авачинскую бухту Петропавловска-Камчатского. Только в августе — сентябре 1936 года на Дальнем Востоке были задержаны 6 японских рыболовецких шхун.

## Культура
На тему российско-японских отношений снято два аниме «Трудная дружба», и «Остров Джованни».
Также существуют совместные аниме работы: «Приключения пингвинёнка Лоло», «Первый отряд» и «Чебурашка».
Ещё есть совместные полнометражные фильмы: «Маленький беглец», «Москва, любовь моя», «Дерсу Узала», «Мелодии белой ночи», «Сны о России».